# ロンベルグ試験
ロンベルグ試験（ロンベルグしけん、英: Romberg's test）は、脊髄後索の障害の有無を評価するための神経学的試験で、位置覚（さらに振動覚も含めた固有覚）の基本的な検査である。
ロンベルグ試験で被験者に体の揺れが見られること（これをロンベルグ徴候が陽性であるという、後述）は、失調症状が感覚性であること、すなわち位置覚の消失によることを示唆する。

## 試験の要領
被験者に足をそろえ、目を閉じて直立するように言う。実施者は被験者の近くに立ち、被験者が倒れて怪我をしないように注意する。被験者の動きを周囲の垂直な物（部屋の柱やドア、窓など）と比較して観察する。体の揺れがあれば、陽性と記載する（時として不規則に揺れたり、転倒したりすることもあるので注意する）。基本的な特徴は、被験者が開眼しているときよりも不安定になるということである。
試験の基本的要領は次の通り。
1. 被験者は手を体の側面に添え、開眼して足をそろえて立つ。
2. 被験者が目を閉じ、そのまま実施者は一分間観察する。

この試験では、閉眼によって被験者が倒れることがあるため、倒れた際には受け止められるように、実施者は被験者のすぐ近くに立っておくことが望ましい。
ロンベルグ徴候が陽性であるとは、次の2点をどちらも満たすことをいう。
1. 被験者は開眼していれば立てる。
2. 被験者が閉眼すると、体が揺れ倒れそうになる。

現在の実臨床では「陽性」「陰性」という言葉を用いないで、
1. 被験者は開眼していれば立てた, orたてなかった。
2. 被験者が閉眼すると、体が揺れ倒れそうになる, or安定している。

ときちんと項目にわけて明記するのが望ましい。

## 生理
じっと直立した姿勢を保っていられるのは、感覚神経路、感覚運動統合中枢、運動神経路がいずれも正常である場合に限る。
この際に必要な感覚入力は
1. 関節の位置覚（固有覚）、これは脊髄後索を伝わる
2. 視覚

である。
重要なことだが、脳は固有覚と視覚のどちらかが正常ならば、平衡を保つために充分な入力が得られる。一方感覚系と運動系の統合は小脳で行われる。また運動神経路は皮質脊髄路（錐体路）である。
ロンベルグ試験の第一段階（開眼して立った状態）は、上記二つの感覚神経路のうち少なくとも一つ、そして感覚運動統合中枢および運動神経路は正常であることを示している。
第二段階では閉眼によって視覚路からの入力を消去する。このとき固有覚伝導路が正常なら姿勢は維持できる。しかし、固有覚が障害されていると、二つの感覚入力がなくなることになるので、被験者はすぐに倒れてしまうのである。

### ロンベルグ徴候の意義
ロンベルグ試験で陽性となるのは、次のような感覚性運動失調の原因が存在する場合である。
- 脊髄後索を障害する病変がある場合、例えば脊髄癆（神経梅毒のひとつ、この疾患ではじめてロンベルグ陽性が認められた）など。
- 感覚神経が障害される病変がある場合（感覚性末梢性ニューロパチー）、例えば慢性炎症性脱髄性多発ニューロパチー（CIDP）など。

## ロンベルグ試験と小脳機能
小脳性運動失調（小脳失調）のある患者は,開眼した状態でも平衡を保つことができる場合と不可能である場合がある。開眼した状態でも平衡を保つことが不可能である場合は、単純にロンベルグ徴候陽性と記載するべきではない。詳細を記載すべきである。

## 歴史
ロンベルグ試験の名は、ドイツの神経内科医モーリッツ・ハインリッヒ・ロンベルグ（1795年 - 1873年）にちなんでいる。彼の名は、パリー・ロンベルグ症候群にも冠せられている。